# Record Management System
RMS (англ. Record Management System — система управления записями) — API для постоянного хранения данных на устройствах на платформе Java ME, таких, как сотовые телефоны, а также его реализация.

## Стандартизация
Данный API стандартизован посредством следующих спецификаций JSR:
| Версия профиля MIDP | Стандарт JSR |
| ------------------- | ------------ |
| 1.0                 | JSR 37       |
| 2.0                 | JSR 118      |
| 3.0                 | JSR 271      |

## Схема хранения данных
- Запись — это элемент данных. Запись представляет собой массив байтов, и, таким образом, может содержать любые данные, которые можно представить в виде последовательности байтов. Приложение должно само определять формат сериализации данных. Каждая запись имеет уникальный в пределах хранилища порядковый номер.[1]
- Хранилище — это упорядоченный массив записей. Каждой записи в хранилище присваивается уникальный в пределах хранилища номер. Каждое хранилище обозначается именем, которое содержит от 1 до 31 unicode-символов. Имя хранилища уникально в пределах одного приложения.[1]

Приложение может создавать, использовать и удалять хранилища данных. Хотя по умолчанию хранилища, созданные приложением, доступны только ему, существует способ объявить хранилище доступным для всех установленных на устройстве приложений.

## Прикладной программный интерфейс
Стандартом описываются следующие классы и интерфейсы API (все они содержатся в пакете javax.microedition.rms):
- RecordStore — используется для хранения данных
- RecordEnumeration (интерфейс) — перечислимое множество записей
- RecordComparator (интерфейс) — определяет пользовательскую функцию сравнения записей для сортировки
- RecordFilter (интерфейс) — определяет пользовательскую функцию фильтрации (отбора) записей
- RecordListener (интерфейс) — служит для получения событий от хранилища

Также стандарт описывает несколько классов-исключений.